# Courtney Okolo
Courtney Okolo, född den 15 mars 1994 i Dallas, Texas, är en amerikansk friidrottare.
Hon tog OS-guld på 4 x 400 meter stafett i samband med de olympiska friidrottstävlingarna 2016 i Rio de Janeiro..